# Saviolovskaïa (métro de Moscou, ligne Serpoukhovsko-Timiriazevskaïa)
Saviolovskaïa (en russe : Савёловская et en anglais : Savyolovskaya) est une station de la ligne Serpoukhovsko-Timiriazevskaïa (ligne 9 grise) du métro de Moscou, située sur le territoire du raïon Boutyrski dans le district administratif nord-est de Moscou.

## Situation sur le réseau
Établie en souterrain, à 52 mètres sous le niveau du sol, la station Saviolovskaïa est située au point 038+36 de la ligne Serpoukhovsko-Timiriazevskaïa (ligne 9 grise), entre les stations Dmitrovskaïa (en direction de Altoufievo) et Mendeleïevskaïa (en direction de Boulvar Dmitria Donskogo).